# Dyskritodon
Dyskritodon es un género extinto de mamíferos triconodontos que incluye dos especies localizadas en parajes notablemente alejados entre sí. 
La primera de las dos, D. amazighi procede de los yacimientos de Anoual en la región oriental de la cordillera del Atlas, en Marruecos, un paraje de extraordinaria riqueza paleontológica en el que existen evidencias de una considerable diversidad faunística datada en el Cretáceo temprano.
La segunda de ellas, D. indicus, fue hallada en los yacimientos de Kota, en la región india de Andrah Pradesh, y está datada algunos millones de años antes, entre el bajo y el medio Jurásico.
A juzgar por el tamaño de los molares inferiores de ambos primitivos mamíferos, puede aventurarse el mayor desarrollo corporal de la especie africana.
El género Dyskritodon no ha sido terminado de jerarquizar en el árbol filogenético de los triconodontos. El cladograma siguiente representa el grupo como una línea independiente del resto de los fósiles incluidos en el superorden Triconodonta:
```
  ===O 
Triconodonta
 
Osborn, 1888
 - 
triconodontos (†)

     |-o 
Dyskritodon
 
Sigogneau-Russell, 1995
 - 
(†)

     | |-- 
Dyskritodon amazighi
 
Sigogneau-Russell, 1995
 - 
(†)
 
 
Marruecos
: 
Anoual
. CRE tem.
     | `-- 
Dyskritodon indicus
 
Prasad & Manhas, 2002
 - 
(†)
 
 
India
: 
Andrah Pradesh
. JUR tem-med.
     |-> 
Hallautherium
 
Clemens, 1980
 - 
(†)

     |-> 
Ichthyoconodon
 
Sigogneau-Russell, 1995
 - 
(†)

     |-> 
Kryptotherium
 
Sigogneau-Russell, 2003
 - 
(†)

     |--> 
Austrotriconodontidae
 
Bonaparte, 1990
 - 
austrotriconodóntidos (†)

     `=> 
Eutriconodonta
 
Kermack & al., 1973
 - 
eutriconodontos (†)
```